# Ocrepeira maltana
Ocrepeira maltana är en spindelart som beskrevs av Claude Lévi 1993. Ocrepeira maltana ingår i släktet Ocrepeira och familjen hjulspindlar.
Artens utbredningsområde är Peru. Inga underarter finns listade i Catalogue of Life.